# Guerra di un anno
La Guerra di un anno (一年戦争,?, Ichinen sensō) è un conflitto immaginario che ha luogo nell'Universal Century (UC) della saga di Gundam, celebre metaserie giapponese di anime e manga, concepita da Yoshiyuki Tomino e dallo staff della Sunrise con lo pseudonimo collettivo di Hajime Yatate.
Nota anche come Guerra di indipendenza di Zeon, è il maggior evento bellico dell'UC e costituisce l'ambientazione per diverse storie della stessa linea temporale, sia anime che manga e videogame. Si tratta di una "guerra mondiale" a tutti gli effetti, in quanto vede coinvolte tutte le nazioni terrestri, riunite nella Federazione Terrestre, e quasi tutte le Colonie spaziali (Sides), con l'eccezione di Side 6 (Riah) e di alcune città-stato della Luna. La Guerra di un anno inizia il 3 gennaio 0079 UC, con la dichiarazione di guerra trasmessa in mondovisione e pronunciata dal Capo di Stato Maggiore dell'Esercito del Principato di Zeon, Gihren Zabi, e termina ufficialmente il 1º gennaio 0080 UC, con la firma del trattato di Granada, che sancisce la pace tra la restaurata Repubblica di Zeon e la Federazione Terrestre.

## Introduzione
All'indomani del trasferimento forzato della maggior parte dell'umanità nelle colonie spaziali artificiali, attuato a partire dall'anno 0001 UC (circa il 2045 A.D.), le tensioni tra i coloni (detti "spazionoidi") e l'élite terrestre crebbero e si radicarono un po' ovunque nella Sfera Terrestre (così è chiamato il sistema Terra-Luna-Sides).
La Repubblica di Zeon, stabilita a Side 3 (Munzo), iniziò a premere per un'indipendenza negoziata sotto la guida del leader carismatico Zeon Zum Deikun. Il Governo federale, temendo per la stabilità politica della Sfera Terrestre, mise allora in atto delle sanzioni economiche per indurre la Repubblica di Zeon a desistere, fallendo però nello scopo.
Nell'anno 0068 UC Zeon Deikun morì improvvisamente (probabilmente avvelenato da membri della famiglia Zabi), e la Repubblica si trasformò in Principato per mano di Degwin Sodo Zabi, l'antagonista politico di Deikun, che sosteneva la via bellica per l'indipendenza. Questi diede subito impulso alla militarizzazione del Side, elevando al rango di esercito regolare armato quella che fino ad allora era stata la Guardia Nazionale di Zeon, con compiti di polizia. Nei dieci anni successivi, quindi, gli Zabi perseguirono un'intensa politica per il potenziamento militare, finanziando, tra l'altro, le ricerche del fisico Yuri T. Minovsky, che avrebbero portato tra l'altro allo sviluppo dei mobile suit (MS), e quelle dell'Istituto Flanagan sui newtype, esseri umani nati nello spazio dotati di particolari facoltà psicosensoriali.
Allarmata dalla corsa agli armamenti iniziata a Side 3, la Federazione Terrestre elaborò un piano decennale per il rafforzamento militare, finalizzato alla ristrutturazione delle proprie forze spaziali. L'asteroide minerario Luna II fu così convertito in una gigantesca fabbrica militare, da cui sarebbero uscite decine e decine di navi spaziali da guerra di classe Salamis e Magellan.

## Storia della "Guerra di un anno"
Nell'ottobre 0078 UC il Principato di Zeon annunciò la mobilitazione delle proprie truppe, divise nella Forza di Offesa Spaziale, al comando di Dozle Zabi, e nella Forza Mobile d'Assalto, agli ordini di Kycilia Zabi. La Federazione, dal canto suo, prospettando una tradizionale guerra "navale", iniziò a schierare le proprie flotte in stato di allarme generale.

### La "Guerra di una settimana"
L'inizio della Guerra di un anno è noto come Guerra di una settimana, durante la quale milioni di civili morirono a causa dell'uso indiscriminato di armi di distruzione di massa e di tattiche altamente distruttive, come quella di far cadere corpi celesti sulla Terra.

#### I "tre secondi della dichiarazione di guerra"
Alle 7:20 del 3 gennaio 0079 UC, il Principato di Zeon dichiarò guerra alla Federazione Terrestre. Appena tre secondi dopo (noti come i "tre secondi della dichiarazione di guerra") le forze di Zeon lanciarono una serie di attacchi a sorpresa contro le guarnigioni federali di stanza nelle colonie spaziali di Side 5 (Loum), Side 2 (Hatte) e Side 4 (Mua), impiegando indiscriminatamente armi di distruzione di massa, tra cui gas nervino, così decimando la popolazione che Zeon diceva di voler liberare. Nel solo primo giorno di guerra furono uccisi circa 550 milioni di civili.

#### L'Operazione British
La Guerra di una settimana culminò nella cosiddetta Operazione British, il cui obiettivo era la distruzione del quartier generale dello Stato Maggiore della Federazione situato in un bunker sotterraneo a Jaburo, in Amazzonia. Per far ciò le truppe di Zeon, dopo aver sterminato la popolazione con l'utilizzo del "gas GG", spostarono dalla propria orbita la colonia spaziale di Iffish, in Side 2, in modo da farla precipitare sul Sud America. Le forze federali colpirono ripetutamente l'enorme cilindro, ma non furono in grado di impedire alla colonia di oltrepassare il punto di non ritorno. Tuttavia, i gravi danni inferti alla colonia fecero sì che a contatto con l'atmosfera questa si separasse in più parti mentre sorvolava l'Oceano Indiano, fallendo il suo bersaglio. Il frammento più grosso (che comprendeva la "baia di attracco") cadde comunque sulla città di Sydney in Australia, cancellandola dalla superficie terrestre insieme ai suoi 10 milioni di abitanti. L'impatto sprigionò un'energia equivalente a 60 000 megatoni (3 milioni di volte la bomba di Hiroshima) e creò un cratere di 500 km di diametro. L'effetto immediato fu un terremoto di magnitudo 9,5 che distrusse il 16% del continente australiano. L'onda sismica, poi, provocò anche diversi tsunami che resero inservibili molti sistemi difensivi federali lungo le coste del pianeta, oltre a causare una devastante crisi umanitaria. Dopo appena una settimana dall'inizio della guerra, circa metà della popolazione della Sfera Terrestre era stata spazzata via. I Side 1 (Zahn), 2 e 4 erano stati completamente distrutti, ed il clima terrestre notevolmente alterato per i decenni a venire.

### La battaglia diLoum
La battaglia di Loum, che ebbe luogo il 15 gennaio 0079 UC, fu una delle più terribili nel corso della guerra, e la più sanguinosa della storia. Malgrado il parziale fallimento dell'Operazione British, lo Stato Maggiore del Principato di Zeon era comunque ancora convinto di poter conseguire una rapida vittoria insistendo nella tattica di far cadere colonie sulla Terra. Stavolta, quindi, le truppe di Zeon presero di mira alcune isole nell'area di Side 5, altrimenti denominata Loum, ma si trovarono di fronte la I e la III Flotta federale, al comando dell'Ammiraglio Johann Abraham Revil e lo scontro ebbe inizio. Tuttavia, quella che lo Stato Maggiore della Federazione aveva pianificato come una battaglia campale tra navi spaziali, in cui la superiorità federale sarebbe stata schiacciante, si trasformò in una terribile disfatta per via dell'impiego da parte delle forze di Zeon di una nuova arma mobile, estremamente efficace nel combattimento a corto raggio, i cosiddetti mobile suit (MS), robot antropomorfi ad armamento variabile. L'Ammiraglio Revil fu costretto a fuggire dopo l'abbattimento della sua ammiraglia "Ananke", e fu catturato dalla squadra MS della cosiddetta Triade Nera. Il comandante in seconda della flotta, il Commodoro Lodney Kaningham, invece, morì nell'esplosione della sua nave, la "Nereide", colpita mentre coordinava la ritirata. Nella battaglia ebbero modo di distinguersi diversi piloti di MS di Zeon, tra i quali il tenente Char Aznable, che da solo riuscì ad abbattere cinque corazzate nemiche, guadagnandosi il grado di maggiore e il soprannome di "Cometa Rossa", per via del colore del suo MS. Con la cattura dell'Ammiraglio Revil e la perdita di circa l'80% della flotta federale, la battaglia fu vinta dal Principato di Zeon. Durante lo scontro quasi tutte le colonie di Side 5 risultarono distrutte o irrimediabilmente danneggiate; l'unica colonia rimasta parzialmente abitabile dopo la battaglia fu quella di Texas.
Tuttavia, i federali raggiunsero malgrado tutto il loro scopo, in quanto la seconda Operazione British fu interrotta per ordine dell'Ammiraglio Dozle Zabi a causa della ridotta capacità della sua flotta. Inoltre, molti piloti di MS di Zeon morirono in azione, lasciando un grave vuoto tra le file del Principato che, per il prosieguo della guerra, dovette affidarsi a giovani cadetti. Le perdite complessive furono stimate in circa tre miliardi di civili e 500 milioni di militari, il più alto numero di morti mai registrato per un singolo evento bellico.

### Il Trattato dell'Antartico (o del Polo Sud)
Con la cattura dell'Ammiraglio Revil, il parziale fallimento dell'Operazione British e le pesantissime perdite su entrambi i fronti, la Federazione ed il Principato di Zeon concordarono una tregua.
Sfruttando la recente vittoria di Loum, Gihren Zabi cercò di indurre alla resa la Federazione minacciando la caduta di Luna II su Jaburo. Ma mentre al Polo Sud venivano negoziate le condizioni della resa, un commando di agenti di Kycilia Zabi travestiti da federali liberò l'Ammiraglio Revil, il quale tenne subito un discorso indirizzato all'Assemblea della Federazione in cui rivelò che Zeon in realtà era allo stremo. Ciò permise ai delegati federali di respingere la richiesta di resa e di ottenere invece un accordo per la messa al bando delle armi nucleari, chimiche e biologiche, ed il divieto sia di attaccare le navi delle flotte di rifornimento energetico di Giove, che trasportavano l'elio-3 necessario quale combustibile dei reattori a fusione, sia di provocare la caduta di corpi celesti sulla Terra. Il trattato, sottoscritto dalle parti belligeranti il 31 gennaio 0079 UC, riconobbe anche la neutralità di Side 6 e fissò le regole di ingaggio.

### La campagna d'occupazione della Terra
Con la firma del Trattato dell'Antartico le nuove regole di ingaggio favorirono il Principato di Zeon, notevolmente avvantaggiato dalla disponibilità dei MS per il combattimento a corto raggio. Tuttavia, il bando delle armi di distruzione di massa ed il divieto di impiegare oggetti celesti come proiettili avevano frustrato le speranze di Zeon di ottenere una vittoria lampo, per cui si rese inevitabile l'invasione della Terra allo scopo di procurare le materie prime necessarie a proseguire il conflitto. A tal fine fu creata la Forza di Invasione Terrestre, sotto il comando di Garma Zabi, che iniziò le operazioni di sbarco il 1º marzo. Grazie ai gravi danni inferti al sistema difensivo federale in seguito all'Operazione British, le truppe di Zeon presero facilmente il controllo del cosmodromo di Baikonur e quindi di Odessa sul Mar Nero, centro nevralgico per il controllo delle miniere dell'area euroasiatica. Successivamente furono lanciate sulle coste del Nord America due divisioni, che poi presero a muovere verso l'interno, prendendo pure il controllo della California Base, una vasta area sulla West Coast disseminata di impianti, manifatture industriali, nonché di vari spazioporti. Le operazioni di invasione, inoltre, consentirono alle forze di Zeon di assumere anche il controllo di gran parte della flotta navale della Federazione. Il terzo lancio riguardò l'area del Sud-est asiatico e l'Australia, mentre il quarto, iniziato il 4 aprile, interessò l'area del Mar Rosso e del Golfo Persico.

### La fase di stallo
Nei cinque mesi successivi la linea del fronte di Zeon si allargò notevolmente, tuttavia, a causa della scarsa conoscenza delle dinamiche atmosferiche, le forze d'invasione non riuscirono a conseguire una supremazia aerea, e la Federazione fu così in grado di arrestare l'avanzata di Zeon con il massiccio ricorso ad armi convenzionali. Ciò produsse una situazione di stallo che si protrasse per circa otto mesi, in cui le forze di Zeon avevano comunque il controllo di due terzi delle terre emerse, anche se messo costantemente in crisi dalla resistenza guerrigliera e dalle notevoli difficoltà logistiche che affliggevano lo schieramento delle truppe d'occupazione.

### IlProgetto V
Di questa situazione la Federazione approfittò per lanciare in gran segreto il cosiddetto Progetto V per la produzione di propri MS, da contrapporre a quelli di Zeon. Informato in proposito dai propri servizi segreti, tuttavia, l'Ammiraglio Dozle Zabi incaricò il maggiore Char Aznable di acquisire ulteriori informazioni che confermassero la notizia. Fu così che il 18 settembre un incidente in una colonia spaziale di Side 7 (Noah) intervenne a cambiare il corso della guerra. Un'astronave federale della nuova classe Pegasus, denominata "White Base" (Base Bianca), attraccò nella colonia allo scopo di caricare diversi prototipi del Progetto V, senza però essersi avveduta di essere stata seguita a distanza dall'incrociatore di classe Musai del maggiore Aznable. Questi inviò quindi tre mobile suit di tipo Zaku in ricognizione nella colonia, ma due di essi, contravvenendo agli ordini ricevuti, entrarono in azione per distruggere i prototipi federali. La guarnigione locale e l'equipaggio della White Base, colti di sorpresa, cercarono di organizzare una disperata resistenza contro l'incursione dei due Zaku nemici. Nella confusione il civile Amuro Ray, figlio dell'ingegnere Tem Ray, il principale artefice del Progetto V, nel tentativo di contrastare l'assalto nemico che stava facendo strage di civili, salì a bordo di uno dei prototipi, il Gundam RX-78-2, adagiato su un rimorchio ed in attesa di essere caricato sulla White Base. Pur non avendo mai combattuto, né manovrato un MS da guerra, il giovane, grazie alla sua notevole dimestichezza con la robotica ed al sistema di pilotaggio del Gundam, riuscì a distruggere i due Zaku, causando però alla colonia danni tali da renderne necessaria l'evacuazione. L'intera popolazione civile fu quindi imbarcata sulla White Base che, caricati gli altri due prototipi rimasti intatti oltre al Gundam, un RX-77 Guncannon ed un RX-75 Guntank, ripartì per la Terra diretta alla base di Jaburo, dove era ormai operativa la linea di montaggio in serie dei nuovi MS federali. Inseguita dal Musai di Char Aznable, durante il rientro nell'atmosfera la nave subì però un altro attacco, che la costrinse a cambiare rotta, finendo sul Nord America, territorio controllato da Zeon.

### L'Operazione Odessa
Poco dopo l'arrivo sulla Terra, durante il viaggio di avvicinamento alla base di Jaburo, l'equipaggio della White Base affrontò e uccise in battaglia il Comandante delle Forze di Invasione di Zeon, Garma Zabi, il minore dei figli del Principe Degwin. Tale insperato successo consentì allo Stato Maggiore federale di approfittare della confusione creatasi tra i vertici militari di Zeon per pianificare la cosiddetta Operazione Odessa, con cui mirava a riconquistare il controllo delle miniere dell'Europa dell'Est e a tagliare i rifornimenti alle truppe di Zeon sulla Terra. La controffensiva di terra iniziò all'alba del 7 novembre 0079, e nei successivi due giorni la tattica di blitzkrieg adottata dai federali portò il Comandante della Forza di Invasione di Zeon per l'Europa, Colonnello M'Quve, a lanciare un ultimatum disperato minacciando l'impiego di armi nucleari, in violazione del Trattato del Polo Sud. La mancata risposta da parte dell'Ammiraglio Revil, a capo dell'operazione federale, indusse M'Quve e gli alti ufficiali ad una precipitosa fuga nello spazio, non prima però di aver lanciato effettivamente un missile nucleare. Tuttavia, grazie al provvidenziale intervento del Gundam pilotato da Amuro Ray, le cui doti newtype erano ormai acclarate, il missile venne deviato nello spazio ed il 9 novembre le truppe federali presero possesso della roccaforte di Odessa, infliggendo così un colpo fatale alla campagna militare terrestre di Zeon.

### L'inizio della campagna federale di liberazione
Sfruttando gli effetti della disfatta di Odessa sulle truppe di Zeon, il 23 novembre la Federazione diede il via anche all'Operazione Rainbow Valley, per liberare l'Australia. L'obiettivo fu affidato allo squadrone di MS "White Dingo", che nel giro di circa un mese riprese il controllo del continente e di una delle ultime rampe di lancio rimaste a Zeon, quella di Hughenden. Nello stesso periodo prese il via anche il piano per la liberazione del Nord Africa, denominato Operazione Velvet, che raggiunse il suo obiettivo in appena dieci giorni, tra il 18 ed il 28 novembre 0079.

### L'attacco a Jaburo
Grazie ad una spia infiltratasi sulla White Base durante uno scalo tecnico in Irlanda, però, Char Aznable riuscì a scoprire l'esatta posizione della fortezza sotterranea di Jaburo, sede del quartier generale delle forze armate federali. Il 30 novembre, quindi, Zeon lanciò il suo disperato contrattacco, impiegando tutti i mezzi a disposizione nel continente americano. Il massiccio bombardamento dell'area e finanche l'infiltrazione di diversi commando di MS nel bunker, tuttavia, non furono sufficienti a prendere il controllo della base e degli impianti per la produzione di massa dei MS federali. Il potente apparato difensivo posto a guardia della roccaforte inflisse pesantissime perdite agli incursori di Zeon, molti MS dei quali furono addirittura distrutti a mezz'aria durante la discesa senza nemmeno riuscire a toccare il suolo amazzonico, cosicché l'attacco cessò lo stesso giorno. L'esito della battaglia di Odessa e la catastrofica disfatta nell'attacco a Jaburo spianarono quindi definitivamente la strada alla riconquista della Terra da parte delle forze federali. Nel mese di dicembre le truppe di invasione di Zeon iniziarono la ritirata generale, abbandonando tutte le posizioni strategiche nel tentativo di riparare nello spazio. La base di Cape Canaveral fu liberata il 5 dicembre e quella di California il 15, anche se sacche di resistenza di Zeon rimasero disseminate un po' ovunque, soprattutto in Africa e nel Sud-est asiatico.

### L'ultimo fronte terrestre
L'ultima seria resistenza sulla Terra fu opposta da Zeon in particolare nell'area del Sud-est asiatico, dove era localizzata una grande base sotterranea destinata allo sviluppo di nuove armi, in particolare di un mobile armor (robot non antropomorfo) dotato di una potente arma a particelle, che avrebbe dovuto essere impiegato nuovamente contro Jaburo. Anche su questo fronte, tuttavia, l'Esercito federale riuscì ad avere la meglio, grazie all'azione del Battaglione Meccanizzato Estremo Oriente, dotato anche dei nuovi MS RX-79G Ground Type, agli ordini del Generale Ethan e del Colonnello Kojima.

### L'Operazione Rubicone
Mentre sulla Terra le truppe di Zeon erano in rotta, nello spazio il Principato iniziò le prime manovre per organizzare la linea di difesa intorno a Side 3, e vi furono anche numerose azioni di intelligence volte a ritardare lo sviluppo dei nuovi MS da parte della Federazione. Tra queste l'Operazione Rubicone, un'azione segreta di Zeon che ebbe luogo nel dicembre 0079 con l'obiettivo di individuare e distruggere il Gundam RX-78NT-1, un nuovo prototipo progettato per piloti newtype e custodito clandestinamente dalla Federazione su una colonia di Side 6.

### La battaglia diSolomon(Operazione Cembalo)
Dal canto suo lo Stato Maggiore federale, ripreso il controllo della superficie terrestre, mise a punto un piano per riguadagnare la supremazia anche nello spazio. La White Base, schierata nel 13º Squadrone Mobile Indipendente, venne inviata verso Side 6 per indurre il nemico, che la teneva costantemente d'occhio, a pensare che essa fosse l'avanguardia di un tentativo di occupazione della base lunare di Zeon a Granada. Mentre la White Base si dirigeva verso Side 6, il grosso della flotta federale si mosse invece verso la base spaziale di Solomon, situata in prossimità di ciò che restava di Side 1, per assediarla.
Effettivamente la White Base riuscì nella missione di distogliere l'attenzione di parte della flotta di Zeon dalla difesa di Solomon, e il 24 dicembre la flotta federale poté lanciare l'attacco. La battaglia di Solomon fu la prima in cui vennero impiegati gli RGM-79 GM, i primi mobile suit federali prodotti in serie per la guerra nello spazio, derivati dal Gundam RX-78-2. I federali stesero una cortina elettromagnetica che disperdeva i raggi delle armi della base di Solomon, e attirarono così nello spazio profondo i MS posti a sua difesa, tenendoli impegnati lontano dalla fortezza; quindi venne impiegata una potente arma ad energia solare, il Solar System, basato sul principio degli specchi ustori di Archimede, grazie al quale tutti i MS e le navi di Zeon fuoriusciti dalla base di Solomon vennero distrutti o ridotti all'impotenza. In assenza di rinforzi e con l'aumentare delle perdite sul campo, l'Ammiraglio Dozle Zabi, comandante della base di Solomon, ne ordinò l'evacuazione, ed egli stesso uscì in battaglia con il gigantesco mobile armor Big Zam per tentare di rompere l'assedio. La comparsa sul campo di battaglia di un'arma di tale potenza riuscì per un breve periodo a risollevare le sorti degli assediati, ma anche il Big Zam alla fine fu sopraffatto da un attacco del Gundam. Caduta l'ultima resistenza, il 25 dicembre la base fu quindi conquistata dalle truppe federali e ribattezzata Konpei Island.

### IlFantasma di Solomon
Dopo la sconfitta nella battaglia di Solomon, Zeon fece ricorso ai newtype addestrati nell'Istituto Flanagan per cercare di recuperare lo svantaggio. Tra questi vi era il tenente Lalah Sune, protetta del maggiore Char Aznable, con il suo potente mobile armor Elmeth, dotato di sistema Psycommu e droni remoti, detti "bits", manovrati telepaticamente, con i quali riusciva a distruggere le navi federali senza essere rilevata. Ciò seminò il panico tra le truppe della Federazione in dispiegamento intorno a Solomon, che attribuirono alla misteriosa arma il soprannome di "Fantasma di Solomon". Ma l'azione dell'Elmeth durò poco, grazie all'intervento di Amuro Ray che riuscì a distruggerlo con il Gundam.

### L'Operazione Solar Ray
Dopo essere stati sconfitti sulla Terra ed aver perso la base strategica di Solomon nello spazio, i militari di Zeon erano ormai sulla difensiva. Temendo che la mossa successiva della Federazione potesse essere un attacco su larga scala contro le colonie di Side 3, il Comandante in capo Gihren Zabi ordinò la conversione di una colonia in un potente convettore di raggi solari, noto come Solar Ray System. Il progetto era partito già in settembre nella colonia di Mahal, sfruttando una lacuna del Trattato del Polo Sud, così come avevano fatto i federali con il loro Solar System. Il 21 dicembre il convogliatore solare venne quindi completato ed i 6 milioni e mezzo di abitanti della colonia furono evacuati. Ciò nonostante, il sovrano di Zeon, Degwin Sodo Zabi, stanco della guerra ed intenzionato a trattare la pace, a tal fine concordò un incontro segreto con l'Ammiraglio Revil sulla sua ammiraglia "Geldolva" per negoziare le condizioni della resa. Informato del fatto, Gihren Zabi si affrettò allora a rendere operativo il Solar Ray per utilizzarlo almeno una volta per distruggere quante più navi federali possibile. Alle 20:35, ora universale, del 30 dicembre Gihren Zabi diede quindi ordine che tutte le navi di Zeon si spostassero dalla linea di tiro del Solar Ray, ed alle 21:05 diede ordine di far fuoco malgrado la presenza della "Geldolva", dove era in corso l'incontro tra Degwin Zabi e l'Ammiraglio Revil. Il fascio di energia, di un'ampiezza di circa 6 km, investì in pieno i negoziatori, e circa un terzo della flotta federale fu spazzato via.

### L'Operazione Star One
Dopo il duro colpo subito ad opera del Solar Ray, la residua flotta federale riorganizzò le file intorno alla White Base, mentre Gihren Zabi chiamò a raccolta le forze rimaste a difesa della base fortificata di A Baoa Qu, dove sapeva si sarebbe concentrato il nuovo attacco federale. Sicuro dell'impenetrabilità del sistema difensivo della base, Gihren Zabi affidò il suo contrattacco ai nuovi MS Gelgoog e alle potenti navi Dolos. L'offensiva federale, in codice Operazione Star One, si articolò però su tre diversi fronti, con il 2º e 3º Battaglione Mobile Suit che impegnarono le difese di Zeon nel settore N, una flotta di navi Magellan al comando della nave "Luzar" che fece altrettanto nel settore S, e una squadra di navi e mobile suit sotto la guida della White Base, che riuscì a sfruttare il varco così creatosi nella linea difensiva della base per penetrare al suo interno. In questa fase della battaglia sopraggiunse da Granada la Forza Mobile d'Assalto al comando della Principessa Kycilia Zabi, la quale ordinò alla propria flotta di rafforzare la difesa del settore N, e affidò a Char Aznable un nuovo potente mobile suit sperimentale, l'MSN-02 Zeong dotato di un sistema Psycommu, per sfruttarne le capacità di newtype. Mentre la battaglia proseguiva con esiti incerti, Kycilia Zabi uccise il fratello Gihren, colpevole di avere deliberatamente assassinato il padre Degwin Zabi, e assunse il comando delle operazioni. Ma nel volgere di poco tempo i piani difensivi di Gihren si rivelarono inadeguati, sia per lo squilibrio delle forze in campo, dato anche che molti MS di Zeon erano stati affidati ad inesperti cadetti, sia per la determinazione e l'esperienza delle truppe federali. Le navi Dolos furono tutte distrutte, e così i MS di Zeon vennero in breve a trovarsi a corto di carburante e munizioni. Inoltre, l'eliminazione di Gihren Zabi provocò la defezione di molti alti ufficiali di Zeon, tra cui l'ammiraglio Delaz, che abbandonarono il fronte con le truppe loro fedeli. Ormai le sorti di A Baoa Qu erano segnate, e la stessa Kycilia Zabi abbandonò la base per riorganizzare le file a Granada, sulla Luna, e a Side 3. Impartito l'ordine di dichiarare la resa della base 15 minuti dopo la sua partenza, venne però assassinata a sua volta da Char Aznable, da sempre intenzionato a vendicare il padre, quello Zeon Zum Deikun, padre della causa indipendentista, spodestato e ucciso anni prima dalla famiglia Zabi.

### La caduta del Principato e la fine delle ostilità
Il 1º gennaio 0080 UC il Primo Ministro Darcia Bakharov, fino ad allora un prestanome della politica assolutistica degli Zabi, restaurò la Repubblica di Zeon, e dopo un breve negoziato preliminare nella città lunare di Amman, firmò a Granada il trattato di pace che pose fine alla Guerra di un anno. In virtù del trattato la Federazione Terrestre acquisì il possesso degli asteroidi già di Side 3, tra cui Solomon e A Baoa Qu, mentre l'asteroide semovente di Axis, situato tra Marte e Giove, rimase un protettorato di Zeon ed accolse gli eredi della famiglia Zabi e i dignitari di corte in esilio.

## Opere ambientate durante laGuerra di un anno
- Anime
  - Mobile Suit Gundam MS IGLOO
  - Mobile Suit Gundam
  - Mobile Suit Gundam: The 08th MS Team
  - Mobile Suit Gundam 0080: War in the Pocket
  - Gundam Origini
  - Mobile Suit Gundam Thunderbolt
- Manga
  - Gundam 0079
  - Gundam Origini
  - Gundam Lost War Chronicles
  - Gundam The Blue Destiny
- Videogiochi
  - Gundam Side Story 0079 - Rise from the ashes
  - Mobile Suit Gundam: The Blue Destiny
  - Mobile Suit Gundam: Journey to Jaburo
  - Mobile Suit Gundam: Zeonic Front
  - Mobile Suit Gundam: Lost War Chronicles
  - Mobile Suit Gundam: One Year War 0079
  - Mobile Suit Gundam: Gihren's greed